# Macrosiphum kiowanepus
Macrosiphum kiowanepus är en insektsart som först beskrevs av Hottes 1933.  Macrosiphum kiowanepus ingår i släktet Macrosiphum och familjen långrörsbladlöss. Inga underarter finns listade i Catalogue of Life.